# آهوی اسپک
آهوی اسپک (نام علمی: Gazella spekei) کوچک‌ترین گونه آهو است. این منطقه به شاخ آفریقا محدود می‌شود، جایی که در بوته‌های سنگی، استپ‌های علفزار و نیمهبیابان‌ها زندگی می‌کند. این گونه گاهی به عنوان زیرگونه آهوی گرمسیری در نظر گرفته می‌شود، اگرچه اکنون به‌طور گسترده نادیده گرفته می‌شود. گسستگی شدید زیستگاه به این معنی است که در حال حاضر ارزیابی الگوهای مهاجرت طبیعی یا عشایری G. spekei ناممکن است. تعداد آن در معرض تهدید است و با وجود افزایش جمعیت، IUCN در سال ۲۰۰۷ اعلام کرد که وضعیت آن از آسیب‌پذیر به در خطر انقراض تغییر کرده است. یک جمعیت اسیر حفظ می‌شود و جمعیت وحشی در پایین‌تر از ده‌ها هزار فرد وجود دارد. از سال ۲۰۰۸، این آهو در فهرست سرخ IUCN به عنوان در معرض خطر طبقه‌بندی شده است.
آهوی اسپک به افتخار جان هانینگ اسپک، کاشف بریتانیایی آفریقای مرکزی نام‌گذاری شده است. به خاطر چهره باریک و نوک تیز مشخص و مجرای بینی بزرگ و بادشونده‌اش که از آن برای تولید صدای بوق بلند استفاده می‌کند، به ویژه در فصل زادآوری به عنوان بخشی از نمایش برای جذب جفت قابل توجه است.